# De Sims Middeleeuwen
De Sims Middeleeuwen (Engels: The Sims Medieval) is een computerspel, gelijkend op The Sims, De Sims 2, De Sims 3 en De Sims 4. Hierbij gaat het echter om de middeleeuwen in plaats van het heden. Het spel werd in Europa uitgebracht op 24 maart 2011.

## Gameplay
In het spel kan de speler met 10 verschillende personages spelen die elk een ander beroep hebben. Deze personages moeten zogenaamde queesten (opdrachten) voltooien. Hoe meer queesten voltooid worden, hoe groter de speler het koninkrijk kan maken door het bouwen en plaatsen van nieuwe gebouwen.

### Behoeften
Sims hebben twee behoeften waar de speler rekening mee moet houden:
- Honger
- Energie

### Beroepen
Er is keuze uit tien beroepen:
- Vorst (moet aanwezig zijn)
- Ridder
- Handelaar
- Bard
- Jacobaanse priester
- Peteraanse priester
- Spion
- Tovenaar/heks
- Arts
- Smid

## Avonturenbundel
Sinds 30 augustus 2011 is het eerste en enige uitbreidingspakket te koop: de avonturenbundel Piraten en Adel.